# Городецкая Михаило-Архангельская церковь
Городецкая Михаило-Архангельская церковь — недействующий храм в деревне Песчаница, Котласского района, Архангельской области. Историческое расположение деревня Городок Вотложемской волости, Устюжского уезда, Вологодской губернии. Дата постройки точно неизвестна, либо 1805 или 1807 год.

## Расположение
Церковь находится между деревнями Осокорская и Песчаница при реке Вотлажемской Курьи(Вотложанке). Церковь находится на невысоком угоре. Рядом с церковью расположено кладбище.

## История
До постройки настоящего храма в приходе стояли две отдельно стоящие деревянные церкви: во имя Архистратига Михаила и во имя Вознесения Господня. Время постройки церквей неизвестно. В 1807 году был построен ныне стоящий каменный храм. Его теплая церковь во имя Архистратига Михаила была освящена 6 ноября 1807, а холодная во имя Вознесения Господня — 24 января 1815 года. В 1861 году в приходе числилось 19 деревень с количеством дворов 93 и населением 692 души обоего пола. В ночь на 21 декабря 1883 г. сильной бурей разрушило церковный дом. Приход закрыли в 1923 году. Храм после закрытия использовали под хозяйственные цели. С 1939 года были неоднократные безуспешные попытки возвратить храм церкви. В настоящее время церковь подвергается разрушению.

## Описание
Поздний тип одноэтажного храма устюжской школы, отмеченного влиянием классицизма (замена венчающего восьмерика круглым барабаном, треугольные фронтоны). Вызывают интерес круглые верхние окна четверика, необычные в местных культовых постройках. Находится на Вотлажемском городище XIII—XIV веков.